# スピーディキック
スピーディキック（欧字名:Speedy Kick、2019年3月5日 - ）は、日本の競走馬。主な勝ち鞍は2021年のエーデルワイス賞、リリーカップ、東京2歳優駿牝馬、2022年の桜花賞【浦和】、東京プリンセス賞、戸塚記念、ロジータ記念、東京シンデレラマイル、2023年の東京シンデレラマイル。

## 経歴

### デビュー前
2019年3月5日に北海道浦河町荻伏に所在する熊谷武の牧場で出生した。父タイセイレジェンドは現役時代ダートの短距離レースで活躍し、2012年に川崎競馬場で開催された第12回JBCスプリントを当時のコースレコードで勝利している。スピーディキックが誕生した世代の産駒は僅か8頭であるが、この世代の他の産駒には後にスピーディキックと共に桜花賞に出走しワンツーフィニッシュを決めたティーズハクアがいる。

### 2歳（2021年）
ホッカイドウ競馬の石本孝博厩舎に入厩し、2021年6月30日のJRA認定フレッシュチャレンジ（新馬戦）で岩橋勇二騎手を鞍上に初戦を迎え2着とする。3戦目で未勝利戦を勝ち上がるとオープン戦を2着としたのち、同年9月2日のリリーカップでは後方待機から直線で追い込んで前を差し切り初重賞挑戦で勝利を挙げた。
続く10月14日のエーデルワイス賞（JpnIII）はダートグレード競走への初挑戦となったが、レースでは最後の直線で馬群の間を突いて追い込み、1番人気に支持された中央競馬所属のヒストリックノヴァをゴール直前で捉えて勝利した。騎乗した岩橋勇二騎手、管理する石本孝博調教師は共にダートグレード競走初制覇であった。
エーデルワイス賞に続いて、中2週で600mの距離延長となるJBC2歳優駿に出走したが7着に敗れ、初めて連対を外した。その後ホッカイドウ競馬を離れ、浦和競馬場・藤原智行厩舎に転厩。転入初戦として年末・12月31日の東京2歳優駿牝馬に出走し、後続に4馬身差をつける圧勝劇で勝利を飾った。
翌年1月17日にはNARグランプリ2021において2歳最優秀牝馬に選出された。

### 3歳（2022年）
2022年の3歳初戦として、前哨戦・トライアルレース等無しに直接桜花賞に向かった。レースでは浦和競馬場ダート1600mコースにおいて非常に不利とされる大外の8枠11番ゲートからのスタートとなるも、レースでは御神本訓史鞍上のもと後方2番手待機から大外をまくるレースで最後は2着のティーズハクアに2馬身差をつける完勝で南関東牝馬三冠の1冠目を勝ち取った。続く2冠目の東京プリンセス賞も1番人気に応え勝利し、二冠を達成した。三冠達成をかけて挑んだ関東オークス（JpnII）でも1番人気に支持されるも、最終直線で伸びを欠きグランブリッジの3着に敗れ三冠達成はならなかった。
9月になると秋の初戦として牡牝混合戦となる戸塚記念に出走。東京ダービー勝ち馬のカイルもいるメンバーであったが、レースでは当時休養中であった御神本に代わった山崎誠士鞍上のもと出走し2着のショットメーカーに3馬身差をつけて勝利した。陣営はその後のレース予定をロジータ記念を本線とする一方でJBCに出走することも考えていたが、JBCは回避し予定通り11月9日にロジータ記念に出走した。鞍上が御神本に戻り、レースでは単勝1番人気、オッズ1.2倍の支持のもと後続に6馬身差をつける圧勝を飾った。その後年末の東京シンデレラマイルに出走。初の古馬との対戦となったが、中団待機から進出すると直線で独走体制となり、そのまま2着に3馬身半をつけ勝利し、2022年シーズンを締め括った。
翌年1月17日にNARグランプリ2022の3歳最優秀牝馬に選出されたことが発表され、2年連続でのNARグランプリ受賞となった。

### 4歳（2023年）
2023年2月19日、4歳シーズンの初戦として中央GI・フェブラリーステークスに出走した。道中は後方からレースを進め直線で追い込むも進路が2回塞がれたこともあり前を捉えられず、6着に敗れた。続く5月4日のかしわ記念では中団追走も直線で伸びを欠き6着に終わる。7月5日のスパーキングレディーカップでは道中後方で待機し、最後の直線で懸命に追い上げてきたがレディバグの2着と惜敗する。秋に入り、レディスプレリュードは5着、JBCレディスクラシックは4着と今一つであったが、12月30日の東京シンデレラマイルでは道中中団で脚を溜め、直線でしぶとく脚を伸ばすと最後はラブラブパイロの追撃をクビ差退け連覇を果たした。

### 5歳（2024年）
2024年の初戦は2年連続でフェブラリーステークスから始動。中団からレースを進めたが直線で全く伸びず13着と大敗を喫する。この後、初めての芝挑戦となった4月6日の阪神牝馬ステークスでは見せ場なく11着と殿負けに終わる。一息入れ、7月3日のスパーキングレディーカップでは中団後方から懸命に追い上げたが4着に敗れると、8月のスパーキングサマーカップは5着、10月のマイルグランプリでは8着と精彩を欠いた。引退レースとなった12月30日の東京シンデレラマイルでは好位中団でレースを進め、最後の直線で懸命に末脚を伸ばしてきたが3着に敗れて3連覇はならなかった。
明け6歳となる2025年1月10日に浦和競馬場で引退式が行われた。引退後は生まれ故郷の熊谷武牧場で繁殖牝馬として供用される。

## 競走成績
以下の内容は、JBISサーチおよびnetkeiba.comに基づく。
| 競走日     | 競馬場 | 競走名              | 格     | 距離（馬場）  | 頭 数 | 枠 番 | 馬 番 | オッズ （人気） | 着順 | タイム （上がり3F） | 着差 | 騎手        | 斤量 [kg] | 1着馬（2着馬）         | 馬体重 [kg] |
| ---------- | ------ | ------------------- | ------ | ------------- | ----- | ----- | ----- | --------------- | ---- | ------------------- | ---- | ----------- | --------- | ---------------------- | ----------- |
| 2021.06.30 | 門別   | フレッシュCh        | 新馬   | ダ1100m（良） | 10    | 4     | 4     | 066.10（9人）   | 02着 | R1:09.9（39.0）     | -0.4 | 0岩橋勇二   | 54        | カツベンケイ           | 478         |
| 0000.07.15 | 門別   | アタックCh          | 未勝利 | ダ1200m（良） | 9     | 8     | 9     | 008.50（5人）   | 02着 | R1:15.0（38.3）     | -0.6 | 0岩橋勇二   | 54        | ドラゴンゴクウ         | 476         |
| 0000.07.29 | 門別   | アタックCh          | 未勝利 | ダ1200m（良） | 10    | 8     | 10    | 002.80（1人）   | 01着 | R1:15.2（39.4）     | -0.7 | 0岩橋勇二   | 54        | （ナッジ）             | 478         |
| 0000.08.17 | 門別   | ターフCh2           | OP     | ダ1200m（良） | 6     | 4     | 4     | 018.90（4人）   | 02着 | R1:14.6（37.7）     | -0.4 | 0岩橋勇二   | 54        | コパノミッキー         | 480         |
| 0000.09.02 | 門別   | リリーC             | H3     | ダ1200m（良） | 13    | 5     | 6     | 015.80（6人）   | 01着 | R1:13.5（37.4）     | -0.1 | 0岩橋勇二   | 54        | （レディオスター）     | 470         |
| 0000.10.14 | 門別   | エーデルワイス賞    | JpnIII | ダ1200m（重） | 14    | 6     | 10    | 004.90（3人）   | 01着 | R1:12.2（37.0）     | -0.0 | 0岩橋勇二   | 54        | （ヒストリックノヴァ） | 480         |
| 0000.11.03 | 門別   | JBC2歳優駿          | JpnIII | ダ1800m（重） | 14    | 4     | 6     | 023.1（10人）   | 07着 | R1:54.6（39.7）     | -1.6 | 0岩橋勇二   | 54        | アイスジャイアント     | 474         |
| 0000.12.25 | 大井   | 東京2歳優駿牝馬     | SI     | ダ1600m（良） | 16    | 6     | 11    | 006.20（5人）   | 01着 | R1:42.8（38.9）     | -0.8 | 0本橋孝太   | 54        | （ヒストリックノヴァ） | 467         |
| 2022.03.17 | 浦和   | 桜花賞              | SI     | ダ1600m（良） | 10    | 8     | 11    | 002.50（1人）   | 01着 | R1:41.8（39.5）     | -0.4 | 0御神本訓史 | 54        | （ティーズハクア）     | 476         |
| 0000.05.11 | 大井   | 東京プリンセス賞    | SI     | ダ1800m（良） | 16    | 7     | 13    | 001.40（1人）   | 01着 | R1:53.5（37.8）     | -0.0 | 0御神本訓史 | 54        | （コスモポポラリタ）   | 480         |
| 0000.06.15 | 川崎   | 関東オークス        | JpnII  | ダ2100m（稍） | 13    | 1     | 1     | 003.10（1人）   | 03着 | R2:17.0（38.6）     | -0.7 | 0御神本訓史 | 54        | グランブリッジ         | 481         |
| 0000.09.15 | 川崎   | 戸塚記念            | SI     | ダ2100m（良） | 14    | 4     | 6     | 002.60（1人）   | 01着 | R2:17.3（40.2）     | -0.7 | 0山崎誠士   | 54        | （ショットメーカー）   | 475         |
| 0000.11.09 | 川崎   | ロジータ記念        | SI     | ダ2100m（良） | 14    | 8     | 14    | 001.20（1人）   | 01着 | R2:17.7（39.7）     | -1.2 | 0御神本訓史 | 54        | （ティーズハクア）     | 475         |
| 0000.12.30 | 大井   | 東京シンデレラM     | SIII   | ダ1600m（良） | 13    | 2     | 2     | 001.30（1人）   | 01着 | R1:40.4（38.2）     | -0.7 | 0御神本訓史 | 55        | （トップザビル）       | 478         |
| 2023.02.19 | 東京   | フェブラリーS       | GI     | ダ1600m（良） | 16    | 7     | 13    | 025.80（6人）   | 06着 | R1:36.6（36.5）     | -1.0 | 0御神本訓史 | 56        | レモンポップ           | 478         |
| 0000.05.04 | 船橋   | かしわ記念          | JpnI   | ダ1600m（良） | 13    | 3     | 3     | 008.40（4人）   | 06着 | R1:40.6（38.5）     | -1.3 | 0御神本訓史 | 55        | メイショウハリオ       | 479         |
| 0000.07.05 | 川崎   | スパーキングLC      | JpnIII | ダ1600m（良） | 8     | 8     | 9     | 002.00（1人）   | 02着 | R1:41.3（37.6）     | -0.0 | 0御神本訓史 | 55        | レディバグ             | 480         |
| 0000.10.05 | 大井   | Lプレリュード       | JpnII  | ダ1800m（良） | 10    | 3     | 3     | 004.40（2人）   | 05着 | R1:52.5（38.2）     | -0.9 | 0御神本訓史 | 55        | アーテルアストレア     | 484         |
| 0000.11.03 | 大井   | JBCLクラシック      | JpnI   | ダ1800m（良） | 12    | 3     | 3     | 022.90（7人）   | 04着 | R1:54.8（39.6）     | -1.9 | 0御神本訓史 | 55        | アイコンテーラー       | 480         |
| 0000.12.29 | 大井   | 東京シンデレラM     | SIII   | ダ1600m（良） | 16    | 6     | 11    | 001.20（1人）   | 01着 | R1:43.6（40.9）     | -0.0 | 0御神本訓史 | 57        | （ラブラブパイロ）     | 487         |
| 2024.02.18 | 東京   | フェブラリーS       | GI     | ダ1600m（良） | 16    | 6     | 12    | 107.0（15人）   | 13着 | R1:37.7（38.9）     | -2.0 | 0御神本訓史 | 56        | ペプチドナイル         | 484         |
| 0000.04.06 | 阪神   | 阪神牝馬S           | GII    | 芝1600m（良） | 11    | 7     | 8     | 157.5（11人）   | 11着 | R1:36.3（35.7）     | -3.3 | 0御神本訓史 | 55        | マスクトディーヴァ     | 480         |
| 0000.07.03 | 川崎   | スパーキングLC      | JpnIII | ダ1600m（稍） | 12    | 4     | 4     | 006.80（5人）   | 04着 | R1:42.1（39.4）     | -0.6 | 0御神本訓史 | 55        | アーテルアストレア     | 476         |
| 0000.08.07 | 川崎   | スパーキングサマーC | SII    | ダ1600m（良） | 14    | 8     | 13    | 002.90（1人）   | 05着 | R1:43.5（40.0）     | -1.7 | 0御神本訓史 | 56        | フォーヴィスム         | 480         |
| 0000.10.16 | 大井   | マイルGP            | SII    | ダ1600m（良） | 16    | 1     | 2     | 016.10（7人）   | 08着 | R1:42.3（39.4）     | -1.4 | 0山崎誠士   | 54        | スマイルウィ           | 484         |
| 0000.12.30 | 大井   | 東京シンデレラM     | SIII   | ダ1600m（良） | 16    | 7     | 13    | 005.90（3人）   | 03着 | R1:41.6（39.2）     | -1.2 | 0御神本訓史 | 57        | フェブランシェ         | 478         |

## 血統表
| スピーディキックの血統                         | スピーディキックの血統             | スピーディキックの血統          | （血統表の出典）                | （血統表の出典）  |
| 父系                                           | キングマンボ系                     | キングマンボ系                  | キングマンボ系                  | [ § 2 ]           |
| 父 タイセイレジェンド 栗毛 2007 北海道安平町   | 父の父キングカメハメハ 鹿毛 2001   | Kingmambo                       | Mr. Prospector                  | Mr. Prospector    |
| 父 タイセイレジェンド 栗毛 2007 北海道安平町   | 父の父キングカメハメハ 鹿毛 2001   | Kingmambo                       | Miesque                         |                   |
| 父 タイセイレジェンド 栗毛 2007 北海道安平町   | 父の父キングカメハメハ 鹿毛 2001   | *マンファス                     | *ラストタイクーン               | *ラストタイクーン |
| 父 タイセイレジェンド 栗毛 2007 北海道安平町   | 父の父キングカメハメハ 鹿毛 2001   | *マンファス                     | Pilot Bird                      |                   |
| 父 タイセイレジェンド 栗毛 2007 北海道安平町   | 父の母シャープキック 鹿毛 1996     | メジロマックイーン              | メジロティターン                | メジロティターン  |
| 父 タイセイレジェンド 栗毛 2007 北海道安平町   | 父の母シャープキック 鹿毛 1996     | メジロマックイーン              | メジロオーロラ                  |                   |
| 父 タイセイレジェンド 栗毛 2007 北海道安平町   | 父の母シャープキック 鹿毛 1996     | ペッパーキャロル                | ニチドウアラシ                  | ニチドウアラシ    |
| 父 タイセイレジェンド 栗毛 2007 北海道安平町   | 父の母シャープキック 鹿毛 1996     | ペッパーキャロル                | ダイナキャロル                  |                   |
| 母 デザートフラワー 栗毛 2010 北海道新ひだか町 | 母の父サイレントディール 栗毛 2000 | *サンデーサイレンス             | Halo                            | Halo              |
| 母 デザートフラワー 栗毛 2010 北海道新ひだか町 | 母の父サイレントディール 栗毛 2000 | *サンデーサイレンス             | Wishing Well                    |                   |
| 母 デザートフラワー 栗毛 2010 北海道新ひだか町 | 母の父サイレントディール 栗毛 2000 | *フェアリードール               | Nureyev                         | Nureyev           |
| 母 デザートフラワー 栗毛 2010 北海道新ひだか町 | 母の父サイレントディール 栗毛 2000 | *フェアリードール               | Dream Deal                      |                   |
| 母 デザートフラワー 栗毛 2010 北海道新ひだか町 | 母の母ルーベラ 鹿毛 1999           | Crafty Prospector               | Mr. Prospector                  | Mr. Prospector    |
| 母 デザートフラワー 栗毛 2010 北海道新ひだか町 | 母の母ルーベラ 鹿毛 1999           | Crafty Prospector               | Real Crafty Lady                |                   |
| 母 デザートフラワー 栗毛 2010 北海道新ひだか町 | 母の母ルーベラ 鹿毛 1999           | *ルビーベイビー                 | *ハウスバスター                 | *ハウスバスター   |
| 母 デザートフラワー 栗毛 2010 北海道新ひだか町 | 母の母ルーベラ 鹿毛 1999           | *ルビーベイビー                 | On the Bench                    |                   |
| 母系(F-No.)                                    | ルビーベイビー(USA)系(FN:8-k)      | ルビーベイビー(USA)系(FN:8-k)   | ルビーベイビー(USA)系(FN:8-k)   | [ § 3 ]           |
| 5代内の近親交配                                | Mr. Prospector 4×4, Nureyev 5×4    | Mr. Prospector 4×4, Nureyev 5×4 | Mr. Prospector 4×4, Nureyev 5×4 | [ § 4 ]           |
| 出典                                           | 1. 2. 3. 4.                        | 1. 2. 3. 4.                     | 1. 2. 3. 4.                     | 1. 2. 3. 4.       |